# 根本康広
根本 康広（ねもと やすひろ、1956年1月31日 - ）は日本中央競馬会 (JRA) の元騎手で現在は調教師。美浦トレーニングセンター所属。
1977年に騎手デビュー。当初は障害競走で活躍し、1981年までにバローネターフ、ナカミショウグンといった騎乗馬で中山大障害3勝を挙げる。1985年秋の天皇賞においてギャロップダイナに騎乗し、「皇帝」と称されていた本命馬シンボリルドルフを破り、GI競走初制覇。1986年にはメリーナイスで朝日杯3歳ステークスを、翌1987年には東京優駿（日本ダービー）を制した。1997年に騎手を引退し、1998年より調教師として美浦トレーニングセンターに厩舎開業。

## 経歴
1956年、東京都北区堀船に生まれる。実家は現在の都電荒川線梶原停留場の目の前に位置する古書店「梶原書店」（停留場は上中里に位置するが、書店は堀船に位置。2021年閉店）を営んでおり、父親は競馬好きな人物であった。場外馬券売場で騎手候補生を募集していることを知った父親が、身長・体重が条件に適っていた根本に騎手を目指すことを勧め、1971年に中央競馬の騎手養成長期課程に22期生として入所した。同期生には加藤和宏、木藤隆行、佐々木晶三、西園正都、田所清広、池添兼雄、小西一男など11人がいた。
騎手免許試験には3度落第し、デビューは21歳となった1977年まで延びた。養成所時代は同期生のうちで障害飛越が最も下手だったが、1979年に騎乗馬バローネターフで障害の最高競走・中山大障害の春秋連覇を達成する。1981年にもナカミショウグンで中山大障害（春）を制した。しかしその活躍とは裏腹に、障害競走への騎乗数はキャリアを通じて僅か44回に留まっている。
1985年、天皇賞（秋）において13番人気のギャロップダイナに騎乗し、それまでGI競走5勝を挙げ「皇帝」と称されていたシンボリルドルフを破る番狂わせとなる大金星を挙げる。ギャロップダイナはバローネターフを手がけた矢野進の管理馬で、それまで騎乗していた主戦騎手の柴崎勇が他馬に乗ることとなり、また過去に騎乗していた岡部幸雄や東信二、田村正光も他の馬への騎乗依頼をすでに終わっていた後だったため、急遽根本に手綱が任されたものだった。根本自身勝てるとは思っておらず、競走前には同期の加藤と「万が一勝ったら、賞品の車をトンカチで叩き潰そうや」と軽口を叩いていたという。この年、同期の木藤が桜花賞を、同じく同期の加藤が日本ダービーを制したことから、馬事公苑騎手養成長期過程22期生の当たり年となった。
翌1986年には師の橋本輝雄が管理するメリーナイスで関東の3歳王者戦・朝日杯3歳ステークスを制する。なお、このとき根本は最後の直線で風車のように鞭を使うヨーロピアンスタイルの騎乗スタイルを披露したが、その姿はあまり良いものではないと判断され、周囲からは「却って馬に負担を掛けてしまっている」と苦言も呈された。根本はこのとき左足を負傷しており、それを隠して朝日杯に出場するために「ヨーロピアンスタイル」を口実に、負担の少ない乗り方を模索した結果だったと後年明かしている。
翌1987年には同馬とのコンビで日本ダービーに臨み、競走史上3番目の着差となる6馬身差での優勝を果たした。橋本は史上3人目の記録であった騎手・調教師双方でのダービー制覇を達成。根本は後年、この競走を回顧し次のように述べている。
その後、根本・メリーナイスはセントライト記念の勝利を経て、クラシック三冠最終戦・菊花賞で単枠指定馬となり、1番人気に支持されたが、最外枠の18番枠だったのが影響し9着、年末のグランプリ・有馬記念では3番人気の支持を受けながら、スタート直後に落馬して競走中止という結果に終わった。なお、競馬を題材にした映画『優駿 ORACION』の撮影が当年のダービーより始まっていたことから、これに優勝したメリーナイスが主人公馬「オラシオン」に擬せられることになり、根本もその主戦騎手・奈良五郎として映画に出演した。
1997年2月、調教師免許を取得し騎手を引退。通算2633戦235勝、うちGI競走3勝を含む重賞14勝。
翌1998年より美浦トレーニングセンターに厩舎を開業している。2007年には往年の騎手を集めて行われたエキシビション競走・ジョッキーマスターズにメリーナイスの勝負服色で出場。結果は最下位9着であったが、競走後には「思い出の勝負服を再び着られて嬉しかったです。風車ムチもできました」などと感想を述べた。なお、この競走の実現には根本の尽力が大きかったという。翌年行われた第2回競走には解説者として参加した。
2016年3月、16年ぶりのJRA女性騎手藤田菜七子が根本厩舎に所属したため厩舎所属騎手が3人となった。これはフリーになる騎手が多く出ている中で、厩舎所属騎手が少なくなっている状況および厩舎所属騎手は多くても2人までが一般的である近年では、3人およびそれ以上の騎手が厩舎に所属するのは極めて異例の部類となっている。その後、2024年には同年に騎手免許を取得した長浜鴻緒が所属となっており、門下の丸山元気、野中悠太郎、藤田菜七子も引き続き所属していることから、根本厩舎は所属騎手が4人の大所帯となっている。
根本は2016年の競馬界を盛り上げたことが高く評価され、弟子の藤田や歌手・馬主の北島三郎（大野商事代表取締役社長）らとともに、その枠を超えて話題を提供した競馬関係者に与えられる特別表彰の対象となり、12月21日に品川プリンスホテルで開催された有馬記念フェスティバルの席上において実施した記念品贈呈式に出席した。

## 人物
騎手時代から明るい人柄で知られた。同期生の加藤、木藤と仲が良く「美浦のひょうきん族」とも呼ばれた。
騎手としては、ときに人気薄の馬を上位に導いてくる、俗にいう「穴騎手」であった。作家・競馬評論家高橋源一郎と直子夫妻（当時）の周辺では「根本を軽んずる者は根本に泣く」「根本を重んずる者は根本に泣く」という格言が作られたという。

## 騎手成績
|      | 1着 | 2着 | 3着 | 騎乗数 | 勝率 | 連対率 |
| ---- | --- | --- | --- | ------ | ---- | ------ |
| 平地 | 226 | 220 | 247 | 2589   | .087 | .172   |
| 障害 | 9   | 8   | 5   | 44     | .205 | .386   |
| 通算 | 235 | 228 | 252 | 2633   | .089 | .176   |

|            | 日付           | 競走名           | 馬名             | 頭数 | 人気 | 着順 |
| ---------- | -------------- | ---------------- | ---------------- | ---- | ---- | ---- |
| 初騎乗     | 1977年3月5日   | -                | ビゼンアカマツ   | 14頭 | -    | 12着 |
| 初勝利     | 1977年3月19日  | -                | エドリュウ       | -    | -    | 1着  |
| 重賞初騎乗 | 1977年6月5日   | 東京障害特別     | フジノショウグン | 8頭  | 3    | 2着  |
| 重賞初勝利 | 1979年4月8日   | 中山大障害（春） | バローネターフ   | 8頭  | 1    | 1着  |
| GI級初騎乗 | 1979年11月25日 | 天皇賞（秋）     | バローネターフ   | 13頭 | 13   | 11着 |
| GI初勝利   | 1985年10月27日 | 天皇賞（秋）     | ギャロップダイナ | 17頭 | 13   | 1着  |

### 重賞勝利馬
1. 出典：『日本調教師会50年史』資料編・重賞競走成績
2. 括弧内は根本騎乗時の優勝重賞競走。太字はGI競走。

GI競走優勝馬
- ギャロップダイナ（1985年天皇賞・秋）
- メリーナイス（1986年朝日杯3歳ステークス 1987年東京優駿、セントライト記念）

ほか重賞競走優勝馬
- バローネターフ（1979年中山大障害・春、中山大障害・秋）
- オキノサコン（1979年東京障害特別・秋）
- ナカミショウグン（1981年中山大障害・春）
- イーストボーイ（1981年京成杯3歳ステークス 1983年京王杯スプリングハンデキャップ）
- トモエリージェント（1991年根岸ステークス、1992年・1993年ダービー卿チャレンジトロフィー）

## 調教師成績
|            | 日付          | 競馬場・開催  | 競走名         | 馬名           | 頭数 | 人気 | 着順 |
| ---------- | ------------- | ------------- | -------------- | -------------- | ---- | ---- | ---- |
| 初出走     | 1998年3月1日  | 1回中京2日5R  | 5歳上500万下   | ミランフォルテ | 15頭 | 14   | 11着 |
| 初勝利     | 1998年6月27日 | 1回函館5日4R  | 4歳未勝利      | ノアウィッシュ | 16頭 | 5    | 1着  |
| 重賞初出走 | 1999年3月6日  | 1回阪神3日11R | チューリップ賞 | ワンダーガール | 14頭 | 6    | 7着  |
| GI初出走   | 1999年4月11日 | 2回阪神6日11R | 桜花賞         | ワンダーガール | 18頭 | 11   | 16着 |

## 主な厩舎所属者
※太字は門下生。括弧内は厩舎所属期間と所属中の職分。
- 畠山吉宏（1998年-1999年 調教助手）
- 平目孝志 （1998年-2013年 調教助手、調教厩務員）
- 横田雅博（2000年-現在 調教助手）
- 成田均（2001年-現在 調教助手）
- 木藤隆行（2011年-現在 調教助手）[19][24]
- 佐藤聖（不明-現在 厩務員）
- 佐藤聖也（2005年-2009年 騎手、聖の実子）
- 丸山元気（2009年-現在 騎手）[19]
- 野中悠太郎（2015年-現在 騎手）[19]
- 藤田菜七子（2016年-2024年 騎手）[19]
- 長浜鴻緒 (2024年-現在 騎手)